# 유럽 고속도로 773호선
유럽 고속도로 773호선(European route E773)은 불가리아를 관통하는 B-클래스급 고속도로로, 플로브디프에서 출발하여 스타라자고라를 거쳐 부르가스까지 이어주는 고속도로 노선망이기도 하다.

## 주요 경유지
- 불가리아
  -  트라키아 고속도로(영어판) : 치르판(영어판) (유럽 고속도로 80호선) - 스타라자고라 (유럽 고속도로 85호선) - 부르가스
  -  국도 제I-6호선(영어판) : 부르가스 (유럽 고속도로 87호선)

## 같이 보기
- 불가리아의 교통(영어판)
- 불가리아의 고속도로(영어판)